# Габель (данський рід)
Габель (дан. Gabel) — данський аристократичний рід.
Першим відомим представником роду, був провіантмейстер з Ґлюкштадту — Вульбера (Вальдемар) Габель, який помер у 1628 році. Його син — штатгальтер Крістоффер Габель (1617—1673), власник маєтків Бавельсе та Рантсаусгольм, у 1664 році отримав дворянство. Він був батьком ґегаймрата Вальдемара Габеля (1650—1725) власника маєтків Хвідкільде та Ліндскова. Також Крістоффер мав дочок: Анну Маргрете Габель (1651—1678), яка вийшла заміж за канцлера, графа Конрада фон Ревентлова (1644—1708), та Армгорду Софію Габель (1654—1719), яка була одружена з Дідріком Шульцем (1644—1704), власником Фіндструпа та Кристіансдаля. Ще одним сином був віцештатгальтер Фредерік Габель (пом. 1708) власник Бавельсе, Брегентведа та Гісегорда. Останній був батьком віцеадмірала Кристіана Карла Габеля (1679—1748), власника Бреґендведу, Рінгстед Клостера та державного радника Фредеріка Вільгельма Габеля (пом. 1732). Дітьми останнього були: дочка Анна Ернестіна Фредеріке Габель (1714—1748) перша дружина таємного радника, графа Отто Дідріка Шака (1710—1741) власника Шакенборга та син повітовий чиновник і депутат Кристіан Карл Габель (1724—1800) власник Рінгстед Клостера. Кристіан Карл Габель був останнім представником роду.